# Lucy

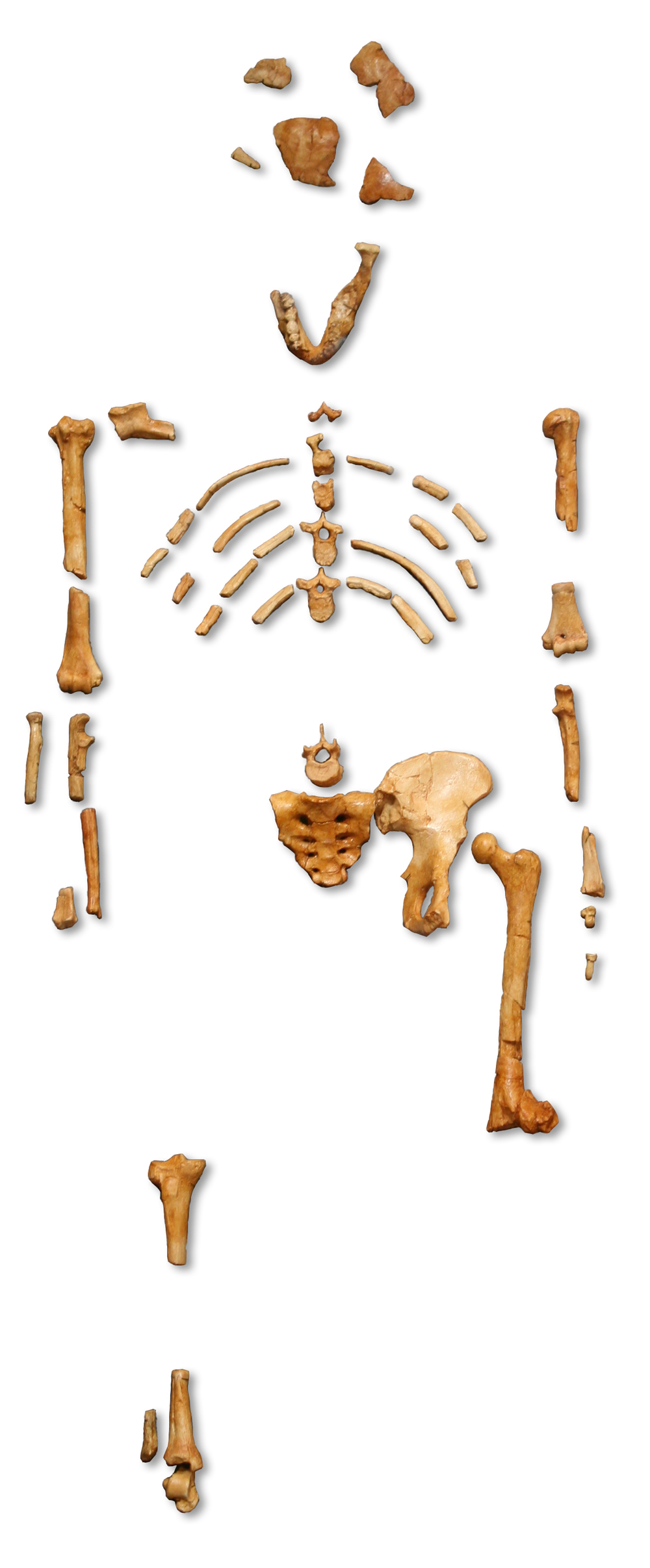
Lucys Skelett (Nachbildung)

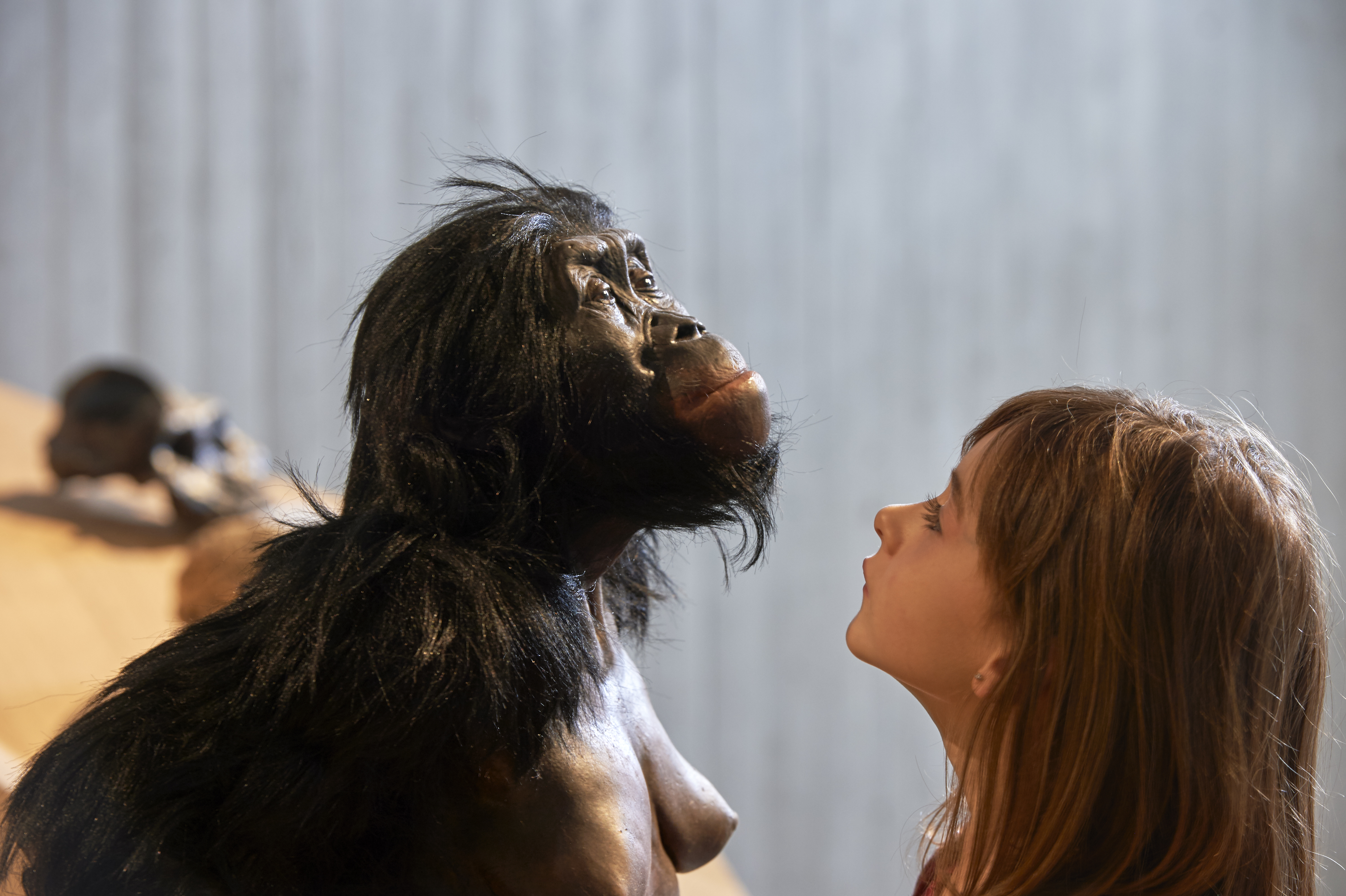
Lebendrekonstruktion im Neanderthal-Museum. Weitere Rekonstruktionen siehe Laura Geggel (2021).

Lucy (auch: Dinkinesh, amharisch für: Du Wunderbare) ist der Name  des fossilen Teilskeletts eines sehr wahrscheinlich weiblichen Individuums des Vormenschen Australopithecus afarensis, das 1974 im nordostafrikanischen Afar-Dreieck in Äthiopien gefunden wurde. Das Fossil ist nach dem Beatles-Lied Lucy in the Sky with Diamonds benannt und wird – wie die sogenannte Erste Familie – auf ein Alter von 3,2 Millionen Jahren datiert.
Das Fossil zählt neben Ardi, DIK 1-1, dem Kind von Taung und Little Foot zu den besterhaltenen Skeletten der frühen Hominini-Arten. Dies ist vermutlich dem Umstand geschuldet, dass der Leichnam von Lucy am Ufer eines Sees und Flusses von Sand und Schlamm bedeckt wurde und so von Raubtieren nicht zerstört wurde – an ihren Knochen finden sich keine Spuren von Zähnen.

## Fundbeschreibung
Im erhaltenen Unterkiefer ist der 3. Molar (der so genannte Weisheitszahn) bereits durchgebrochen, weist aber nur geringe Abnutzungserscheinungen auf. Lucy wird in der Fachliteratur daher – aufgrund der Form ihres Beckens und des Abnutzungsgrads ihrer Zähne – meist als eine bei Eintritt des Todes rund 25 Jahre alte Erwachsene beschrieben; einige Forscher deuten den Fund allerdings als männlich. Aus der relativ geringen Größe des Beckenrings, durch den das Kind bei der Geburt hindurch gelangen muss, wurde geschlossen, dass die Gehirngröße der Neugeborenen ungefähr der eines neugeborenen Schimpansen entsprochen haben muss.
47 ihrer 207 Knochen wurden – so glaubte man bis 2015 – gefunden, darunter ein Oberschenkelknochen mit erhaltenem Kopf und Hals, zwei Schienbein-Fragmente, Teile des Beckens und der Wirbelsäule, mehrere Rippen sowie Teile des Schädels und beider Oberarmknochen; die Knochen der Hände und der Füße fehlen nahezu vollständig. Im Jahr 2015 wurde dann aber ein auffällig kleiner Wirbel als vermutlich von einem Pavian stammend erkannt, während den übrigen 88 Fragmenten bestätigt wurde, von einem Australopithecus afarensis zu stammen.
Vor allem der Bau des Beckens und des Oberschenkels zeigen eindeutige Anpassungen an den aufrechten Gang: Beim aufrechten Gang dient der Kopf des Oberschenkelknochens als Drehpunkt, über den das gesamte Gewicht des Oberkörpers auf die beiden Beine abgeleitet wird, während beim vierbeinigen Laufen ein erheblicher Teil des Gewichts auf den vorderen  Gliedmaßen lastet. Dies führt bei Zweibeinern zu einer Verdickung der potentiell (bei Überlastung) bruchanfälligen Zonen im Oberschenkelhals. Anhand der Maße von Lucys Körperbau und von fossilen Fußspuren, die bei Laetoli entdeckt und Australopithecus afarensis zugeschrieben wurden, ergab eine 2005 veröffentlichte Computersimulation, dass sich Australopithecus afarensis mit einer Geschwindigkeit von 0,6 bis 1,3 m/s (ca. 2 bis 4,5 km/h) vollständig aufrecht fortbewegen konnte. Allerdings war Lucy mit einer Körpergröße von etwa 107 Zentimetern im Vergleich zu anderen Funden ihrer Art relativ klein.
Für Forschungszwecke wurde 2008 in den Vereinigten Staaten ein hochauflösender Computertomographie-Scan der Knochen angefertigt und zu einer dreidimensionalen Computersimulation verarbeitet, mit deren Hilfe der innere Aufbau des Skeletts analysiert werden kann. Im Jahr 2016 erbrachte eine Untersuchung des Skeletts, dass die wesentlich größere Stärke der Armknochen im Vergleich mit den Beinknochen darauf hindeutet, dass Lucy ihre Arme regelmäßig stärker belastet hat als die Beinknochen. Dies wurde damit erklärt, dass Lucy häufiger auf Bäumen geklettert als auf dem Erdboden gelaufen sei. Im gleichen Jahr berichteten Mitglieder der gleichen Forschergruppe ferner über Hinweise auf Grünholzfrakturen, woraus abgeleitet wurde, Lucy sei unmittelbar vor ihrem Tod (perimortal) aus rund 13 bis 14 Metern Höhe auf sehr harten Untergrund abgestürzt. Diese Interpretation ist allerdings umstritten, da u. a. von Tim White und Donald Johanson eingewandt wurde, die an den Knochen beobachteten Merkmale seien ebenso gut mit später (postmortal) im Verlauf der Fossilisation eingetretenen Brüchen zu erklären. Den Entdeckern zufolge erscheinen postmortale Brüche dagegen in zahlreichen Fällen unwahrscheinlich, in denen scharfe, saubere Bruchkanten und kleine, abgesplitterte Knochenfragmente gefunden wurden, die noch an Ort und Stelle lagen. Solch ein Muster sei von Fossilien nicht bekannt, hier würde man eine Verschiebung der Fragmente erwarten.

## Fundgeschichte

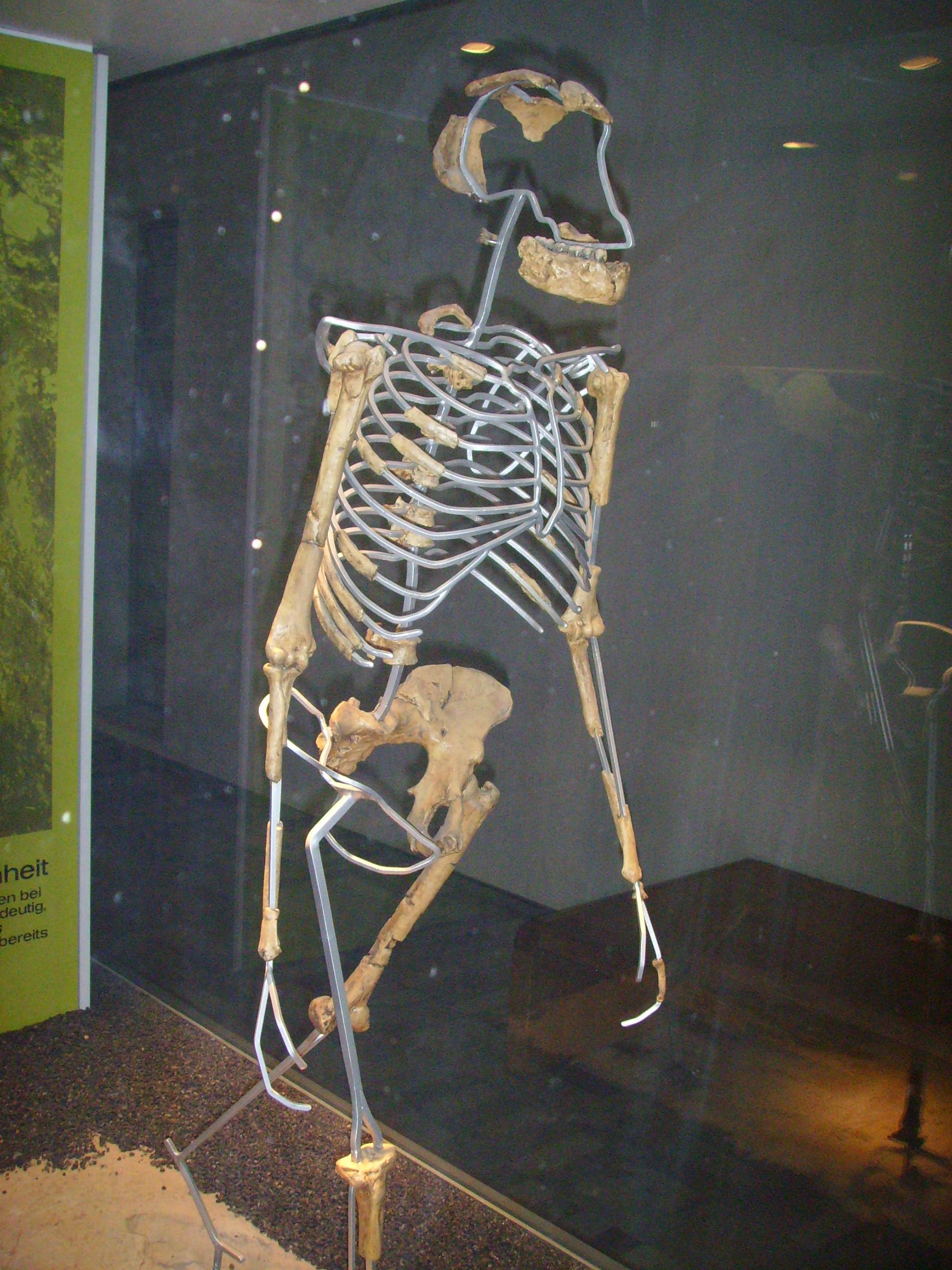
Nachbildung von Lucys Skelett im Frankfurter Senckenberg Naturmuseum mit rekonstruierter bipeder Fortbewegung.

Lucy wurde am 24. November 1974 in Hadar, Äthiopien von Donald Johanson entdeckt, der an diesem Tag in Begleitung des Post-Doktoranden Tom Gray am Fundort 162 unterwegs war. Am Hang einer Senke, die ein zum Awash entwässerndes Wadi freigespült hatte, wurde zunächst „das Fragment eines hominiden Arms“ und kurz darauf „die Rückseite eines kleinen Schädels“ sowie in unmittelbarer Nähe das Bruchstück eines Oberschenkelknochens aufgefunden. Laut Yves Coppens wurde den an diesem Tag gefundenen Knochenstücken zunächst keine besondere Aufmerksamkeit zuteil, da es zuvor bereits Dutzende ähnliche Funde in der Region gegeben hatte. Erst eine genauere Untersuchung der Fundstelle ergab, dass weitere Knochenfragmente offenbar vom selben Individuum stammten – also eine ungewöhnliche Entdeckung gemacht worden war. Als man am Abend die zusätzlichen Funde im Forschercamp katalogisierte, wurde die Beatles-Tonkassette Sgt. Pepper’s Lonely Hearts Club Band abgespielt, auf der auch der Song Lucy in the Sky with Diamonds enthalten war. Zunächst spaßhaft gemeint, wurde die Bezeichnung „Lucy“ rasch auch außerhalb des Camps zum Spitznamen für den Fund.
Von 1975 bis 1980 wurden Lucys Knochen von Johanson im Cleveland Museum of Natural History in Cleveland, USA, eingehend analysiert. Nach der Erstellung von Abgüssen wurden sie der äthiopischen Altertumsbehörde übergeben. Seitdem werden sie in Addis Abeba im Nationalmuseum verwahrt; das Original befindet sich in einem Tresor, in der Ausstellung wird ein Abguss vom Original gezeigt. Ein weiterer Abguss befindet sich u. a. im Museum von Semera (Äthiopien) und im Senckenberg Naturmuseum in Frankfurt am Main.
Die Sammlungsnummer des Skeletts ist AL 288-1 („AL“ steht für den Fundort „Afar Locality“).
Lucy wurde bei der Erstbeschreibung von Australopithecus afarensis im Jahr 1978, der das Fossil LH 4 aus Laetoli zugrunde lag, als zusätzlicher Beleg (Paratypus) ausgewiesen.
Ab August 2007 wurden die Originalknochen in den Vereinigten Staaten ausgestellt. Der neuerliche Transport ins Ausland, dessen Ertrag der Finanzierung äthiopischer Museen dienen sollte, wurde von vielen Paläoanthropologen kritisiert, da sie ein Risiko von Beschädigung oder Verlust sahen. Da die Besucherzahlen weit hinter den Erwartungen zurückblieben, wurde Lucy ab März 2009 im Houston Museum of Natural Science eingelagert. Am 1. Mai 2013 kehrte Lucy nach Äthiopien zurück und wird seitdem wieder im Nationalmuseum verwahrt.
Die Kontroverse wiederholte sich 2025, nachdem bekannt geworden war, dass Lucy gemeinsam mit dem Fossil DIK 1-1 für 60 Tage in Prag ausgestellt werden soll.

## Trivia
- Die Rahmenhandlung des Spielfilms Lucy von Regisseur Luc Besson aus dem Jahr 2014 bezieht sich auf den so bezeichneten Vormenschen-Fund aus Äthiopien.
- Die Raumsonde Lucy trägt ihren Namen nach diesem Fossil.

## Belege
1. ↑  Laura Geggel: Human ancestor ‘Lucy’ gets a new face in stunning reconstruction. In: LiveScience. 3. März 2021, abgerufen am 24. November 2024 (englisch).
2. ↑  Donald Johanson, Blake Edgar: Lucy und ihre Kinder. 2. Auflage. Elsevier Verlag, München 2006, ISBN 978-3-8274-1670-4, S. 21.
3. ↑  Donald Johanson: Lucy und ihre Kinder, S. 24, 30.
4. ↑  Zur Übersicht siehe: Robert G. Taguea, C. Owen Lovejoy: AL 288-1 – Lucy or Lucifer: gender confusion in the Pliocene. In: Journal of Human Evolution. Band 35, Nr. 1, 1998, S. 75–94, doi:10.1006/jhev.1998.0223.
5. ↑  Donald Johanson: Lucy und ihre Kinder, S. 78.
6. ↑  Donald Johanson: Lucy und ihre Kinder, S. 133.
7. ↑  Colin Barras: Baboon bone found in famous Lucy skeleton. In: New Scientist. Band 226, Nr. 3017, 10. April 2015, S. 18, abgerufen am 24. November 2024 (englisch).
8. ↑  Yoel Rak: Lucy’s pelvic anatomy: its role in bipedal gait. In: Journal of Human Evolution. Band 20, Nr. 4, 1991, S. 283–290, doi:10.1016/0047-2484(91)90011-J.
9. ↑  William L. Jungers: Lucy's limbs: skeletal allometry and locomotion in Australopithecus afarensis. In: Nature. Band 297, 1982, S. 676–678, doi:10.1038/297676a0.
 Ashleigh L. A. Wiseman: Three-dimensional volumetric muscle reconstruction of the Australopithecus afarensis pelvis and limb, with estimations of limb leverage. In: Royal Society Open Science. Band 10, Nr. 6, 2023, doi:10.1098/rsos.230356.
10. ↑  William I. Sellers et al.: Stride lengths, speed and energy costs in walking of Australopithecus afarensis: using evolutionary robotics to predict locomotion of early human ancestors. In: Journal of the Royal Society Interface. Band 2, Nr. 5, 2005, S. 431–441, doi:10.1098/rsif.2005.0060, Volltext.
11. ↑  William L. Jungers: Lucy's length: Stature reconstruction in Australopithecus afarensis (A.L.288–1) with implications for other small-bodied hominids. In: American Journal of Physical Anthropology. Band 76, Nr. 2, 1988, S. 227–231, doi:10.1002/ajpa.1330760211.
12. ↑  UT study cracks coldest case: How the most famous human ancestor died. Auf: eurekalert.org vom 29. August 2016.
13. ↑  Christopher B. Ruff, M. Loring Burgess, Richard A. Ketcham und John Kappelman: Limb Bone Structural Proportions and Locomotor Behavior in A.L. 288-1 („Lucy“). In: PLOS ONE. Band 11, Nr. 11, 2016: e0166095, doi:10.1371/journal.pone.0166095.
14. ↑  John Kappelman, Richard A. Ketcham, Stephen Pearce, Lawrence Todd et al.: Perimortem fractures in Lucy suggest mortality from fall out of tall tree. In: Nature. Band 537, 2016, S. 503–507, doi:10.1038/nature19332 
 Did famed human ancestor ‘Lucy’ fall to her death? Auf: sciencemag.org vom 29. August 2016.
15. ↑  Ian Sample: Family tree fall: human ancestor Lucy died in arboreal accident, say scientists. Auf: The Guardian vom 30. August 2016 
 Print your own 3D Lucy to work out how the famous hominin died. Auf: nature.com vom 29. August 2016.
16. ↑  Vormensch Lucy fiel vom Baum und starb. In: Die Zeit vom 29. August 2016.
17. ↑  Ewen Callaway: Lucy discoverer on the ancestor people relate to. Interview mit Donald Johanson anlässlich des 40. Jahrestages des Fundes (englisch). Auf: nature.com vom 21. November 2014, Volltext, doi:10.1038/nature.2014.16379. 
 Dieses Datum nennt Johanson auch in seinem 2010 erschienenen Buch Lucy's Legacy, während in seinem erstmals 1981 publizierten Bestseller Lucy: The Beginnings of Humankind und in From Lucy to Language (1996, deutsch: Lucy und ihre Kinder) irrtümlich der 30. November 1974 angegeben wird.
18. ↑  Donald Johanson und Maitland Edey: Lucy. Die Anfänge der Menschheit. Piper, München 1982, ISBN 3-492-02738-5 (hier zitiert nach der Neuausgabe von 1992, S. 16).
19. ↑  Öffentlicher Vortrag von Yves Coppens am 15. November 2006 im Senckenberg Naturmuseum, Frankfurt am Main.
20. ↑  Ann Gibbons: Lucy’s Tour Abroad Sparks Protests. In: Science. Band 314, Nr. 5799, 2006, S. 574, doi:10.1126/science.314.5799.574.
21. ↑  Lucy im Ethiopian National Museum. (Memento vom 3. Februar 2018 im Internet Archive) Auf: newsonair.com, Dump vom 3. Februar 2018
 National Museum. Auf: lonelyplanet.com, zuletzt abgerufen am 17. März 2022.
22. ↑  Donald Johanson, Tim D. White und Yves Coppens: A New Species of the Genus Australopithecus (Primates: Hominidae) from the Pliocene of Eastern Africa. In: Kirtlandia. Band 28, 1978, S. 1–14.
23. ↑  Lucy’s museum tour threatens to become a spell in storage. In: Nature. Band 457, Nr. 7231, 2009, S. 775, doi:10.1038/457775f.
24. ↑  Weltberühmtes Fossil: Äthiopien feiert Rückkehr von „Lucy“. Auf: spiegel.de vom 1. Mai 2013.
25. ↑  Frank Patalong: Die wunderbare Lucy kehrt heim. Auf: spiegel.de vom 3. Mai 2013.
26. ↑  Wertvolles prähistorisches Skelett: Lucy kommt nach Prag. Radio Prague International, 5. Februar 2025.
27. ↑  Lucy's upcoming Prague visit brings memories of controversy.